# Satoshi Yoshioka
Satoshi Yoshioka (japanisch 吉岡 聡 Yoshioka Satoshi; * 6. Juli 1987 in der Präfektur Gunma) ist ein japanischer Fußballspieler.

## Karriere
Yoshioka erlernte das Fußballspielen in der Schulmannschaft der Takasaki City University of Economics High School. Seinen ersten Vertrag unterschrieb er 2006 bei Yokohama FC. Der Verein spielte in der zweithöchsten Liga des Landes, der J2 League. 2007 wechselte er zum Ligakonkurrenten Thespa Kusatsu. Für den Verein absolvierte er acht Ligaspiele. 2008 wechselte er zum Drittligisten Kataller Toyama. Ende 2008 beendete er seine Karriere als Fußballspieler.